# Lluís el Germànic
Lluís el Germànic (804, Frankfurt del Main, 28 d'agost de 876) va ser rei dels francs orientals, al territori de l'actual Alemanya.

## Biografia
Nasqué a Frankfurt el 804, fill de l'emperador d'Occident carolingi Lluís el Pietós i la seva primera esposa Ermengarda d'Hesbaye. El 30 de juliol del 817, als tretze anys, va ser nomenat rei de Baviera pel seu pare (a Aquisgrà) seguint la tradició que havia iniciat Carlemany de cedir un territori de l'Imperi als seus fills perquè s'iniciessin en l'art del govern. Lluís el Pietós també va establir com es repartirien els regnes de l'imperi a la seva mort.
El naixement d'un nou fill de la segona esposa de Lluís el Pietós i els intents d'aquest de deixar algun regne al nounat toparen amb els interessos dels fills de la primera esposa, que no volien veure reduïda la seva herència. Arran d'aquestes disputes els fills s'enfrontaren al seu pare al llarg de contínues guerres civils
El 832 Lluís va donar suport a la revolta del seu germà Pipí I d'Aquitània. Cridat a una assemblea a Orleans no es va presentar i, aconsellat per Matfred d'Orleans, va intentar mobilitzar als senyors de Germània en favor seu. Però quan Lluís el Pietós es va dirigir contra ell, els senyors es van declarar a favor de l'emperador, i Lluís es va retirar als seus estats de Baviera deixant les seves forces al camp, que van engrossir les de l'emperador a qui van jurar fidelitat. Lluís el Pietós va marxar aleshores contra Augsburg on va arribar al mes de maig, i va cridar al seu fill Lluís el Germànic a la seva presència; el fill no va gosar desobeir i es va presentar, i l'emperador el va perdonar després que va reconèixer la seva falta i mala conducta prometent que li seria fidel en endavant.
 Lluís el Pietós es va dirigir llavors a Magúncia on se li va presentar Lotari que va intentar excusar-se de les sospites de complicitat que hi havia sobre ell i els seus dos germans. Finalment Pipí es va haver de sotmetre a la dieta de Joac el setembre del 832 i fou enviat desterrat a Trèveris, però pel camí va fugir i es va revoltar (octubre).
La revolta de Pipí va arrossegar als seus dos germans Lotari I i Lluís de Baviera. Durant l'hivern (principis del 833) els tres prínceps van ajustar una aliança contra el seu pare al qui atribuïen el desig de desheretar-los contra el jurament que havia fet el 817. El tres rebels van cridar als seus partidaris que estaven desterrats i van intentar revoltar els pobles al seu favor. Al front dels rebels es va posar Matfred d'Orleans mentre el bisbe Ebó de Reims quedava com a principal conseller de Lotari. Lluís el Pietós va reunir a Worms un exèrcit lleial. Al començament de la quaresma va marxar contra els rebels que s'havien reunit a Alsàcia entre Estrasburg i Basilea, prop de Colmar, en un lloc anomenat Rotfelth. Lotari havia aconseguit el suport del papa Gregori IV que el va seguir des d'Itàlia amb tota la cort romana per a fer de mediador de pau dins la família reial. Lluís el Pietós va intentar primer, com habitualment, la via de la negociació i va enviar delegats per convidar-los a sotmetre's i subjectar-se a la seva clemència; però tot fou inútil. També va enviar delegats al papa per queixar-se que després de la seva arribada no l'havia anat a trobar com si estigués de la banda dels rebels. Els bisbes lleials a Lluís ja s'havien declarat contra el papa després de córrer el rumor que els volia excomunicar incloent l'emperador mateix si no restituïa en els seus drets a Lotari, i de comú acord es van avançar i el van excomunicar per arrogar-se facultats que els cànons no li concedien i van amenaçar amb la seva deposició per haver anat a l'imperi sense haver estat cridat. Els tres prínceps rebels van contestar al pare ferma però respectuosament: ells no havien fet cap falta doncs la iniciativa havia sorgit del pare quan els havia desheretat a instància de certes persones de les quals seguia fàcilment els mals consells i que no feia cap intent de conservar la pau restablint la partició del 817, ja que les posteriors eren sempre massa favorables a Judit de Baviera i els seus interessos, i que aquesta emperadriu tenia massa ascendent sobre l'emperador i el dominava impedint-li desheretar a Carles (futur Carles el Calb).
Els dos exèrcits esperaven el senyal per l'enfrontament quan l'emperador fou avisat de l'arribada de Gregori IV al seu campament; el papa fou rebut fredament i els sos homes van tenir una entrevista curta. Gregori va restar llavors al campament, va seguir negociant i va començar a influir en Lluís al qual segons alguns va convèncer de ser designat àrbitre en el conflicte però segons altres es va retirar sense aconseguir res positiu. En aquesta condició va retornar al campament de Lotari que no podia acceptar amb honor les condicions de pau que oferia el seu pare. El cert és que durant el temps que Lotari i Gregori van estar negociant els tres prínceps van aconseguir guanyar-se molts dels senyors, bé per regals o per promeses; la nit després de l'entrevista els senyors guanyats pels prínceps van desertar amb la seva gent i l'endemà Lluís el Pietós es va trobar gairebé sol fora dels prelats i senyors sempre lleials als quals, per salvar la vida el mateix emperador, va aconsellar retirar-se al campament de Lotari o fugir, opció aquesta darrera triada per la major part.
Lluís el Pietós va enviar emissaris als seus fills demanant que li fos evitat el deshonor de ser portat al campament rival pels soldats. Els prínceps li van comunicar que anés al seu campament i ells el rebrien amb tot l'honor i respecte deguts. Així ho va fer Lluís el Pietós: en acostar-se els tres fills van baixar del cavall i el van anar a saludar; l'emperador els va abraçar i hi va parlar algun temps; els va recordar la seva paraula sobre l'emperadriu i el jove Carles, el seu germanastre i li van prometre que no els farien res i altres promeses que els va demanar. Conduït Lluís amb el seu fill Carles a la tenda de Lotari I, Judit fou portada a la tenda de Lluís de Baviera. Les promeses no es van mantenir i Judit fou enviada a l'exili al convent de Tortona a Llombardia.
Lotari va convocar una assemblea en la qual l'imperi fou declarat vacant i ell mateix fou proclamat emperador (oficialment se li va oferir el càrrec que va acceptar). Els tres prínceps van procedir a un nou repartiment de la monarquia conforme a la partició del 817 i cadascun va rebre el jurament dels senyors que esdevindrien els seus súbdits segons la nova partició i que estaven presents al lloc. Després d'això es van separar. Pipí va retornar a Aquitània, restaurat en el seu anterior estatus de rei, Lluís a Baviera i el papa a Roma. Lotari es va dirigir a França amb el seu pare que fou conduït sota una forta guàrdia, igual que el jove príncep Carles i en arribar a Soissons Lluís el Pietós fou tancat al monestir de Saint-Médard, on li fou prohibida qualsevol visita; Carles fou enviat a l'abadia de Prüm a la diòcesi de Trèveris.
Lotari va anar a Aquisgrà on va arribar el 29 de novembre, amb idea de passar-hi l'hivern. Llavors va fer venir a la cort el seu pare del qual malfiava. Però quan les disposicions ignominioses adoptades envers Lluís el Pietós a l'assemblea de Compiègne van ser conegudes per Pipí, altre cop Pipí i Lluís es van girar contra el seu germà Lotari, el qual consideraven que s'apoderava de massa poder sense participació dels altres germans. També els prelats que havien participat en l'assemblea de Compiegne van començar a vacil·lar i alguns van fer públic el seu penediment; el poble va començar a murmurar i es van produir assemblees secretes de senyors de Germània, Aquitània i Borgonya on es va discutir sobre com alliberar Lluís el Pietós de mans del seu fill Lotari.
 El duc Bernat de Septimània, que vivia retirat a Borgonya a les terres familiars, con enemic declarat de Lotari i amb l'esperança de recuperar els seus honors es va unir al comte Guarí un dels més grans senyors de Borgonya i junts van treballar per aconseguir la lleialtat dels senyors del regne borgonyó, formant una lliga en favor de Lluís el Pietós. Al mateix temps Bernat va enviar missatgers a Pipí I d'Aquitània, el seu amic, per convindre la manera d'actuar per restablir al Pietós. El rei Lluís el Germànic va marxar amb el seu exèrcit cap a Frankfurt on va enviar missatgers al seu germà Lotari demanant que el pare fos tractat amb més humanitat, però aquestes protestes no van tenir efecte. Llavors Lluís es va acostar amb les seves tropes a Aquisgrà mentre Pipí preparava les seves també per avançar i unir-se al seu germà petit. Lotari, assabentat, va fer venir al jove Carles de l'abadia de Prüm i el va mantenir al mateix lloc que al pare, sent portats primer a Compiègne, i després cap a París on considerava que la noblesa li era més lleial que en cap altre lloc, en espera de l'arribada de les seves tropes.
En arribar a París va saber que els comtes Egebard i Guillem (el seu escuder), amb altres senyors, havien decidit atacar-lo i arrabassar-li l'emperador. Però Lluís el Pietós els va dissuadir en benefici de la pau i va aconsellar no fer res precipitat. Mentrestant, Pipí havia arribat ja a la vora del Sena amb l'exèrcit d'Aquitània però no podia travessar el riu perquè Lotari ja havia ordenat confiscar totes les barques i una inundació extraordinària s'havia emportat els ponts. Al mateix temps Bernat i Guarí van arribar a l'inici de la quaresma amb les tropes borgonyones fins a la vora del Marne; el fred encara era rigorós i les forces es van haver d'aturar a Bonnœil (Bongilo). Poc després, el dissabte de la primera setmana de quaresma (26 de febrer) els dos senyors van enviar a Lotari uns missatgers, l'abat Rebald i el comte Gaucelm (ex comte, germà de Bernat,) per demanar l'alliberament de l'emperador i van advertir que si el deixava en les seves mans de bon grat, ells farien la pau i obtindrien la gràcia per Lotari, però si no haurien d'utilitzar la força. Lotari va contestar que era el més sensible de tots a qualsevol cosa en benefici del pare i que els senyors que l'acusaven havien estat abans els primers a trair l'emperador i entregar-lo a les seves mans; al·legava que la seva deposició havia estat canònica seguint el consell dels bisbes. A més deia que la diputació no era prou nombrosa i reclamava almenys dos abats i dos comtes, entre els quals hi hauria d'haver Odó d'Orleans, cosí de Bernat; Lotari tractava de guanyar temps per poder-se retirar i posar-se a cobert de l'exèrcit de Germània que conduït pel rei de Baviera avançava a bon ritme, i de l'exèrcit aquità que,juntament amb el borgonyó, podien rodejar-lo.
 Lotari va deixar el seu pare i el germanastre Carles a l'abadia de Saint-Denis, i el darrer dia de febrer va marxar acompanyat només d'alguns senyors que van voler seguir la seva sort, cap a Borgonya, arribant a Viena del Delfinat on va intentar sostenir-se i va reunir totes les tropes que va poder. Entre els que el van seguir Bartomeu de Narbona i Salomó bisbes d'Elna. El 7 d'abril va donar una carta a favor de l'església d'Elna datada a Clunac que podria ser Cluny al Regne de Borgonya.
Just retirar-se Lotari, els senyors que havien restat a Saint-Denis amb l'emperador van decidir que calia que l'emperador reprengués immediatament les marques de la seva dignitat, però Lluís el Pietós va decidir demorar-ho fins l'endemà que era diumenge 1 de març. Llavors els bisbes reunits en una església li van retornar les armes i els ornaments reials.
L'emperador va decidir, en contra del parer dels seus cortesans, no perseguir Lotari. Va marxar cap a Nanteuil i es va traslladar tot seguit a Quierzy a la riba de l'Oise on es va reunir amb Pipí i Lluís de Baviera, als qui va rebre amb grans mostres d'afecte i reconeixement. L'emperador va fer la mateixa acollida als senyors del seu seguici i especialment als de l'exèrcit de Borgonya, i amb tots ells a la meitat de la quaresma va tenir lloc una dieta a palau en què Pipí va ser formalment restablert com a rei d'Aquitània, títol que l'emperador li havia arrabassat 18 mesos abans. També va restablir en les seves dignitats als diversos senyors que es trobaven a la dieta i havien contribuït al seu alliberament. Després de la dieta de Quierzy Pipí va retornar a Aquitània. Lluís el Pietós va anar a Aquisgrà acompanyat de Lluís de Baviera i del príncep Carles. L'emperadriu Judit de Baviera, quan va saber el restabliment del seu marit va arribar poc després a la capital, alliberada del monestir de Tortona on romania ;però el seu marit altre cop va refusar formalment reconèixer-la com esposa fins que davant d'una dieta hagués estat exonerada dels crims dels que havia estat acusada (cosa que es devia produir a la següent dieta). Lluís el Pietós va mostrar altre cop la seva clemència amb una amnistia general per tots els que havien participat en la revolta que li havia costat la pèrdua temporal del tron.
L'emperador va anar a Langres on a mig agost va tenir una dieta en què estava present Lluís de Baviera amb els seus homes. Informats que Lotari avançava cap a Orleans després de prendre Chalons, es van posar en campanya i van perseguir al príncep, al qui van atrapar finalment al Maine on s'havia reunit amb els comtes Matfred i Lambert. Els dos exèrcits estaven en posició de lliurar batalla quan l'emperador una vegada més va obrir negociacions; no obstant, Lotari es va mostrar inflexible i després de tres dies de converses va refusar la pau i va amenaçar als enviats de l'emperador. En aquests tres dies Lotari va intentar atreure al seu camp la gent de l'emperador però sense èxit; al quart dia, a la nit, va decidir aixecar el camp i anar-se'n cap a Blois. L'emperador i el rei de Baviera el van seguir de prop i el van atrapar a la vora del Loire prop del castell de Blois, on Pipí d'Aquitània es va reunir amb el seu pare i amb el germà petit; l'acompanyava Berenguer de Tolosa i de Septimània i Gòtia, conegut com el Savi per la seva probitat i encert. Lotari va fer amag d'atacar als imperials però finalment es va abstenir.
L'emperador va enviar al campament del seu fill a tres emissaris per demanar la seva submissió: Baradadi bisbe de Paderborn, Berenguer de Tolosa i Septimània i el duc Gebehard; els tres van demanar a Lotari d'anar al campament del pare i sotmetre's. Lotari va demanar temps per reflexionar i acabaven de marxar quan els va fer cridar per consultar amb ells sobre què fer; els enviats van recomanar la submissió perquè l'emperador estava ben disposat al perdó. Lotari els va escoltar i es va presentar al campament patern on Lluís el Pietós l'esperava entre Pipí i Lluís de Baviera i molts altres senyors. Lotari es va presentar acompanyat per Hug de Tours, el seu sogre, i per Matfred d'Orleans entre altres senyors fidels. Lotari es va tirar als peus del seu pare que li va ordenar aixecar-se; després va reconèixer el seu crim i va demanar perdó; Lluís va fer un viu retret al seu fill i li va dir que per gràcia no li arrabassava el regne d'Itàlia on l'ordenava retirar-se i no sortir-ne sense permís, però li va exigir un nou jurament de fidelitat. L'emperador va perdonar al mateix temps als seus partidaris i els va permetre conservar els béns després de rebre el jurament de fidelitat. Després l'assemblea fou aixecada i cadascun va retornar al seu territori.
L'emperador va convocar una dieta a Crémieu (Stramiacum), al Lionès, pel mes de juny del 835, a la qual van assistir Lluís de Baviera i Pipí I d'Aquitània així com un gran nombre de delegats de Septimània i Gòtia. El tema principal de la reunió era la restitució dels honors de Bernat de Septimània, que aquest reclamava i al·legava que la seva família havia pagat un preu en sang per la defensa de l'emperador. Però Berenguer de Tolosa, que tenia els honors, havia estat un lleial incondicional de l'emperador, tenia el suport popular, era preferit per Lluís de Baviera i segurament per Pipí. El conflicte entre l'emperador i els seus fills s'havia traslladat als senyors i al poble, dividits en dos bàndols, i era complex, però es va resoldre sol: mentre Berenguer anava a l'assemblea va morir sobtadament i així Bernat va poder ser restablert sense problema tant a Septimània i Gòtia com al comtat i ducat de Tolosa. No obstant, davant les queixes dels partidaris de Berenguer pel mal govern de Bernat, l'emperador va enviar dos missi dominici per estudiar els conflictes i assegurar la tranquil·litat a les fronteres. Acabada la reunió, Pipí i Lluís de Baviera van retornar als seus estats, i Lluís va anar a Aquisgrà amb la idea d'anar després a Frísia on la seva presència era necessària davant els atacs normands.
L'emperadriu Judit es va començar a adonar que la salut del seu marit ja no era bona, i patia perquè a la seva mort el seu fill Carles es trobaria sense suports a la mercè dels seus germanastres interessats a excloure'l. Llavors va fer tot el possible per atreure Lotari I al seu partit, el va defensar tant com va poder davant l'emperador i va acabar enviant missatgers al príncep buscant la reconciliació. Les negociacions van durar entre la dieta de Crémieu i el final de l'any (835). Després de Nadal l'emperador va enviar nous ambaixadors amb instruccions per demanar a Lotari que enviés alguns dels seus consellers amb els qui poder concloure els acords definitius. Esperant l'arribada dels delegats de Lotari l'emperador va celebrar dieta a Aquisgrà el dia de la Purificació de Maria o de la Candelera (2 de febrer del 836). Els bisbes presents van dirigir un escrit dividit en tres llibres pel qual demanaven a Pipí de restituir els béns usurpats pels senyors del regne a l'església a Aquitània; Pipí estava llavors a Aquitània on al mateix temps celebrava la dieta del seu regne quan va rebre la notícia que la dieta havia aprovat la proposta dels bisbes. L'emperador va ordenar el mateix a Septimània on va enviar dos missi dominici per fer complir la seva decisió.
A la dieta de Worms Lotari I (en procés de reconciliació amb el pare) no hi va poder anar perquè estava malalt, però hi van estar presents Pipí d'Aquitània i Lluís de Baviera amb les seves tropes, però el primer va haver de retornar aviat degut a disturbis produïts al seu regne. Diversos conflictes van aparèixer aviat entre Lluís el Pietós i Lotari, i el primer, convençut que el seu fill no actuava de bona fe, després de la dieta que va convocar a Thionville al mes de maig del 837, va decidir passar a Itàlia per imposar a Lotari els seus deures. Va cridar a Pipí i a Lluís de Baviera per acompanyar-lo, però les notícies dels atacs dels normands a les costes del nord de França el van obligar a abandonar el projecte i va anar a Nimega per reprimir els atacs dels invasors.
L'hivern del 837 Lluís el Pietós va celebrar una nova dieta a Aquisgrà a la qual va convidar als seus fills. Pipí no hi va anar, però va enviar delegats; Lluís de Baviera hi va assistir personalment. L'emperador, segurament a petició de Judit de Baviera, va decidir un nou repartiment en què Carles incrementava la seva part a costa de Pipí i de Lluís, diferent de l'assignat en el repartiment de Thionville del 835, especialment la Nèustria entre el Meuse i el Sena, i entre el Sena i el Somme (aquests territoris eren de Pipí). Carles va rebre el jurament dels seus futurs vassalls presents a l'assemblea.
Lluís de Baviera i els delegats de Pipí I d'Aquitània no va gosar oposar-se, però acabada la reunió, Lluís va retornar a Baviera on va mostrar el seu enuig, i es va posar en contacte amb Lotari I al qui va demanar una entrevista. Aquesta es va fer a la quaresma del 838 al Trentí (Trentino), però l'únic acord a què es va arribar fou, almenys en aparença, mantenir la lleialtat al pare. L'emperador es va assabentar de la reunió (tot i que era secreta) i va mobilitzar les seves forces pel que pogués esdevenir i després va cridar Lluís per passar la Pasqua a la seva cort. Lluís va obeir i es va voler excusar de la conferència amb el seu germà, però el Pietós li va arrabassar més territoris de la Frància Oriental que li havien correspost en el repartiment del 835 i va reunir una dieta a Nimega el mes de juny, amb la qual va formalitzar el nou repartiment; després va convocar una nova reunió o dieta a Quierzy-sur-Oise per la tardor.
A finals d'any el Pipí d'Aquitània va morir a Poitiers, el 13 de desembre del 838. Però mentrestant, Lluís assabentat dels acords de l'assemblea, es va revoltar obertament i va enviar tropes a les províncies que el seu pare li havia arrabassat en favor de Carles. Va arribar a Frankfurt el 27 de novembre del 838. L'emperador es va posar en marxa per combatre el fill rebel i es va dirigir a Magúncia. Coneguda la mort de Pipí, Lluís el Pietós es va abstenir de reconèixer el dret de successió dels fills del difunt. Es va limitar a cridar Pipí II per criar-lo sota la seva vigilància i va establir que la seva decisió seria coneguda en una propera dieta a celebrar després de controlar la revolta del fill Lluís de Baviera. Va passar el Rin i es va dirigir cap a Frankfurt.
Lluís de Baviera no va escoltar les propostes de pau del seu pare. Quan els dos exèrcits es van trobar front a front, els soldats del bavarès van desertar i van passar al camp enemic i el rei va haver de fugir; l'emperador es va aturar a Frankfurt i no el va empaitar.
Judit de Baviera, en fracassar el seu projecte de protecció de Carles per la mort de Pipí, i temerosa que mort l'emperador els fills li arrabassarien a Carles la seva part, va decidir acostar-se a Itàlia amb el seu marit per negociar directament amb Lotari. Lluís el Pietós va sortir de Frankfurt a la quaresma i es va aturar pel camí a Bregenz o Bregentz on va celebrar la Pasqua. Judit el va fer comprometre a prometre a Lotari, que si s'erigia en protector de Carles, l'imperi seria repartit entre els dos, excepte Baviera que seria per Lluís. Lotari volia recuperar l'herència perduda i va escoltar aquestes promeses fetes per un enviat del Pietós, amb gran satisfacció i va donar el seu acord. L'emperador, doncs, va decidir fer una nova partició i va convocar una dieta a Worms on va anar el 30 de maig; Lotari també hi va assistir per ordre del pare i quan va arribar es va tirar als peus de l'emperador i li va demanar perdó per les seves faltes passades. L'emperador li va concedir a canvi de no intentar res en el futur sense el seu consentiment, i no intentar res en perjudici de Carles (fill de Judit), cosa que Lotari va prometre. L'emperador va fer dues parts quasi iguals dels seus estats i va deixar escollir a Lotari que va agafar Frància Oriental, Itàlia, Borgonya, Austràsia i Germània excepte Baviera que restava per Lluís (conegut com a Lluís el Germànic). Carles rebia la França Occidental, Nèustria, Aquitània, Septimània i Gòtia, Provença i set comtats a Borgonya al llarg del Roine i el Saône. Els seus nets Pipí II i Carles, prínceps d'Aquitània, van quedar exclosos. Acabada la dieta a començaments de juliol Lotari va tornar a Itàlia amb permís patern, després d'un nou jurament de fidelitat inviolable. Lluís el Pietós, segur que Lluís de Baviera estaria descontent, li va prohibir sortir dels seus dominis sota amenaça d'utilitzar contra ell totes les seves forces i va planejar anar a Augsburg al setembre per imposar la seva autoritat al príncep, però degut al conflicte d'Aquitània l'emperador va renunciar a aquesta expedició.
Lluís el Pietós va fer campanya a la tardor a Aquitània, i s'hi va quedar l'hivern. Va passar el Nadal i la Candelera (2 de febrer) a Poitiers, sortint a començaments de la quaresma en saber de certs moviments a Germània a l'est del Rin, on el rei de Baviera s'havia revoltat altre cop i instigava la regió a l'aixecament. Judit i Carles van quedar-se a Aquitània per acabar amb la revolta dels seguidors de Pipí I. La Pasqua la va passar a Aquisgrà i va entrar tot seguit a Germània creuant el Rin i dirigint-se cap a Turíngia on estava acampat el rei de Baviera, qui va decidir aixecar el camp i retornar als seus dominis i l'emperador va decidir altre cop no perseguir-lo però va convocar una dieta a Worms el dia 1 de juliol per jutjar-lo com a rebel. A aquesta dieta va convocar el seu fill Lotari I; ja estava en camí cap a Worms quan es va posar malalt i es va aturar a una illa del Rin sota Magúncia enfront del palau d'Ingelheim on va morir el 20 de juny del 840 als 64 anys d'edad.

### Guerra civil franca
A la mort de Lluís el Pietós el 840, van reprendre's les guerres fratricides entre Lluís el Germànic, el seu germà gran Lotari I, i el fill de la segona esposa Carles el Calb, i l'aliança entre Carles i Lluís derrotà Lotari el 25 de juny de 841 a la batalla de Fontenoy-en-Puisaye. Finalment es signà el Tractat de Verdun pel qual l'imperi quedava dividit definitivament en tres parts. A Lluís el Germànic li correspongué la Frància Oriental, que acabaria convertint-se en el Regne d'Alemanya

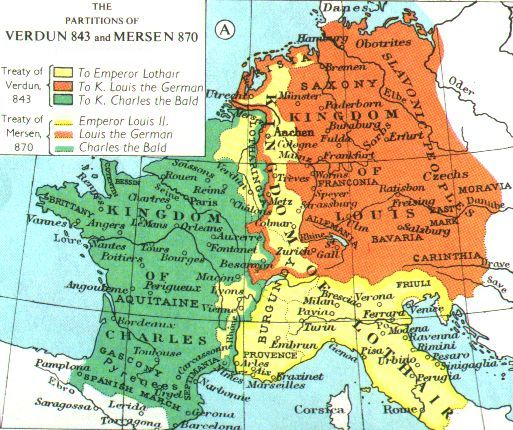
Regne Franc amb les particions de Verdun i Meerseen

A la mort d'un dels fills de Lotari I, la Lotaríngia va quedar sense hereu. Lluís el Germànic i Carles el Calb se la van repartir el 870 en virtut del Tractat de Meerssen.
Governant competent i mobilitzador, va enfortir l'autoritat reial a les seves terres i va fomentar el desenvolupament de la literatura vernacle.

### Lluís rei de França
Lluís el Germànic va ser cridat pels nobles d'Aquitània el 854 i després els de Nèustria (855), però ocupat amb la campanya contra els eslaus no va poder anar a França el 856 i els nobles van acabar reconeixent a Carles el Calb. Però el 858 Lluís estava disposat a anar a França on encara conservava el suport d'un important partit de nobles de Nèustria a més dels d'Aquitània. Lluís va passar el Rin i va arribar a França, al palau reial de Pontion al Pertois, el setembre del 858; allí se li van unir bona part dels nobles que l'havien cridat; va avançar llavors cap a Orleans on la resta dels conjurats l'esperaven després d'haver instigat els bretons a la revolta i d'haver expulsat del Maine al jove Lluís, fill de Carles (futur Lluís II de França). A Carles només li restaven els senyors que estaven al seu costat al setge d'Oisel i encara bona part d'aquests el van abandonar per consell dels emissaris del rei de Germània, amb el qui es van reunir.
 Carles el Calb va abandonar el setge d'Oisel a finals d'octubre i amb les tropes que li restaven va marxar contra el seu germanastre Lluís el Germànic, qui es va aturar per esperar-lo i encara va retrocedir una mica buscant millor posició. Els dos exèrcits es van trobar el 9 de novembre del 858 a Brienne. Allí Carles va rebre algunes forces procedents de Borgonya; els dos exèrcits van estar tres dies cara a cara durant els quals es va negociar la pau sense èxit. El 12 de novembre a punt d'esclatar la batalla, les forces de Carles es van passar a Lluís i el rei francès va haver de girar cua i marxar a Borgonya deixant els seus estats al seu germanastre i rival. Va passar l'hivern a Borgonya.
Mentre Lluís, en veure's vencedor, va llicenciar les tropes. Això fou aprofitat per Carles que al començament del 859 va poder recuperar els seus estats; va iniciar la campanya a la quaresma i com que el seu germanastre no tenia exèrcit va haver de fugir creuant el Rin i abandonant França. Carles fou moderat en la victòria i va perdonar els nobles que havien agafat partit per Lluís, però van perdre les seves dignitats. Humfrid de Gòtia, que sembla que abans era vassall de Lluís, havia estat un dels lleials de Carles, i va romandre lògicament al seu govern i encara va rebre diversos favors del rei.

### Mort
A la seva mort el 876 el seu regne es dividirà entre els seus tres fills, si bé Carloman i Lluís moriran sense descendència i Germània es tornarà a unificar sota el seu fill menor, Carles III el Gras.

## Família

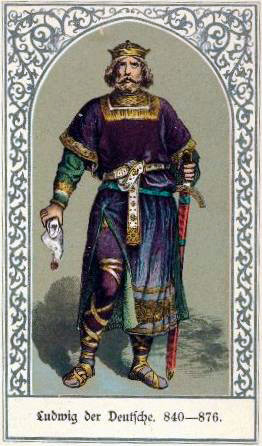
Il·lustració de Lluís el Germànic (s. XIX)

### Ancestres
|  |                         |  |  |  |  |  |  |  |  |  |  |  |  |  |  |  |
|  | 16. Carles Martell      |  |  |  |  |  |  |  |  |  |  |  |  |  |  |  |
|  |                         |  |  |  |  |  |  |  |  |  |  |  |  |  |  |  |
|  |                         |  |  |  |  |  |  |  |  |  |  |  |  |  |  |  |
|  | 8. Pipí el Breu         |  |  |  |  |  |  |  |  |  |  |  |  |  |  |  |
|  |                         |  |  |  |  |  |  |  |  |  |  |  |  |  |  |  |
|  |                         |  |  |  |  |  |  |  |  |  |  |  |  |  |  |  |
|  | 17. Rotruda de Trier    |  |  |  |  |  |  |  |  |  |  |  |  |  |  |  |
|  |                         |  |  |  |  |  |  |  |  |  |  |  |  |  |  |  |
|  |                         |  |  |  |  |  |  |  |  |  |  |  |  |  |  |  |
|  | 4. Carlemany            |  |  |  |  |  |  |  |  |  |  |  |  |  |  |  |
|  |                         |  |  |  |  |  |  |  |  |  |  |  |  |  |  |  |
|  |                         |  |  |  |  |  |  |  |  |  |  |  |  |  |  |  |
|  | 9. Bertrada de Laon     |  |  |  |  |  |  |  |  |  |  |  |  |  |  |  |
|  |                         |  |  |  |  |  |  |  |  |  |  |  |  |  |  |  |
|  |                         |  |  |  |  |  |  |  |  |  |  |  |  |  |  |  |
|  | 2. Lluís el Pietós      |  |  |  |  |  |  |  |  |  |  |  |  |  |  |  |
|  |                         |  |  |  |  |  |  |  |  |  |  |  |  |  |  |  |
|  |                         |  |  |  |  |  |  |  |  |  |  |  |  |  |  |  |
|  | 5. Hildegarda           |  |  |  |  |  |  |  |  |  |  |  |  |  |  |  |
|  |                         |  |  |  |  |  |  |  |  |  |  |  |  |  |  |  |
|  |                         |  |  |  |  |  |  |  |  |  |  |  |  |  |  |  |
|  | 1. Lluís el Germànic    |  |  |  |  |  |  |  |  |  |  |  |  |  |  |  |
|  |                         |  |  |  |  |  |  |  |  |  |  |  |  |  |  |  |
|  |                         |  |  |  |  |  |  |  |  |  |  |  |  |  |  |  |
|  | 6. Ingerman de Hesbaye  |  |  |  |  |  |  |  |  |  |  |  |  |  |  |  |
|  |                         |  |  |  |  |  |  |  |  |  |  |  |  |  |  |  |
|  |                         |  |  |  |  |  |  |  |  |  |  |  |  |  |  |  |
|  | 3. Ermengarda d'Hesbaye |  |  |  |  |  |  |  |  |  |  |  |  |  |  |  |
|  |                         |  |  |  |  |  |  |  |  |  |  |  |  |  |  |  |
|  |                         |  |  |  |  |  |  |  |  |  |  |  |  |  |  |  |
|  | 7. Hedwig de Baviera    |  |  |  |  |  |  |  |  |  |  |  |  |  |  |  |
|  |                         |  |  |  |  |  |  |  |  |  |  |  |  |  |  |  |
|  |                         |  |  |  |  |  |  |  |  |  |  |  |  |  |  |  |

### Matrimoni i descendència
Es va casar amb Griselda, amb la que tingué set fills:
- Hildegarda (828-856)
- Carloman (829-880), futur rei de Baviera i més endavant d'Itàlia
- Ermengarda (?-866), abadessa d'un convent benedictí, i feta santa pel papa Pius XI 1928.
- Gisela
- Lluís (830-882), dit el Jove, futur rei de Saxònia
- Berta (?-877)
- Carles (839-888), dit el Gras, futur rei d'Alemànya, i més endavant de tot Germània, Itàlia, i emperador.